# Colonia Guadalupes
Colonia Guadalupes är en ort i Mexiko.   Den ligger i kommunen Mexquitic de Carmona och delstaten San Luis Potosí, i den centrala delen av landet, 400 km nordväst om huvudstaden Mexico City. Colonia Guadalupes ligger 1 776 meter över havet och antalet invånare är 405.
Terrängen runt Colonia Guadalupes är varierad. Colonia Guadalupes ligger nere i en dal. Runt Colonia Guadalupes är det ganska tätbefolkat, med 134 invånare per kvadratkilometer. Närmaste större samhälle är Ahualulco, 9,4 km väster om Colonia Guadalupes. Omgivningarna runt Colonia Guadalupes är i huvudsak ett öppet busklandskap.